# زولوتایا نیوا (اولیخانوف)
زولوتایا نیوا (قزاقی: Золотая Нива) یک شهرک در استان قزاقستان شمالی کشور قزاقستان است.